# Tryonia salina
Tryonia salina är en snäckart som beskrevs av Robert Hershler 1989. Tryonia salina ingår i släktet Tryonia och familjen tusensnäckor. IUCN kategoriserar arten globalt som livskraftig. Inga underarter finns listade i Catalogue of Life.